# Agabus nevadensis
Agabus nevadensis är en skalbaggsart som beskrevs av Hå. Lindberg 1939. Agabus nevadensis ingår i släktet Agabus och familjen dykare. Inga underarter finns listade i Catalogue of Life.